# Samsung Galaxy J4
Samsung Galaxy J4 (обозначение SM-J400) — бюджетный смартфон, выпущенный корейской компанией Samsung Electronics в 2018 году. Входит в серию Galaxy J, в рамках которой выпускались устройства низкого сегмента. Был представлен 21 мая 2018 года одновременно с Samsung Galaxy J6.
Смартфон позиционировался как конкурент недорогим устройствам от китайских производителей (Xiaomi, Meizu, Huawei и т. д.), однако был раскритикован экспертами в связи с завышенной ценой на фоне крайне слабых технических характеристик: так, например, редакторы изданий IXBT и Mobile-review охарактеризовали его как «привет из прошлого». По мнению Эльдара Муртазина, этот смартфон «выступает в качестве предложения со стороны продавцов, которые могут навязать его покупку» и предназначен «для тех, кто совершенно не следит за рынком, не оценивает предложения других компаний и выбирает марку Samsung».

## Описание

### Корпус
Samsung Galaxy J4 выпускается в корпусе чёрного, золотистого или лавандового цвета. Задняя крышка и рамка смартфона пластиковые, матовые. Задняя крышка съёмная, под ней находится съёмный аккумулятор и слоты для карты памяти MicroSD и MicroSIM-карт. На задней части смартфона находится одинарная камера со вспышкой, почти не выступающая из корпуса, и динамик. Смартфон не защищён от воды.
Вся лицевая часть устройства покрыта защитным стеклом с закруглёнными краями (так называемое 2,5D-стекло), под экраном расположены стандартные для Samsung элементы — центральная механическая клавиша и две сенсорные кнопки без подсветки по бокам от неё. Над экраном расположен разговорный динамик, датчик приближения, фронтальная камера и её вспышка.
На левой боковине размещены две кнопки регулировки громкости, на правой стороне — кнопка включения. На нижнем торце расположен разъём MicroUSB и аудиоразъём 3,5 мм, а также единственный микрофон. Верхняя грань пустая.

### Экран
Смартфон оснащён сенсорным экраном, выполненным по технологии SuperAMOLED и прикрытым 2.5D-стеклом. Экран имеет диагональ 5,5 дюймов и разрешение — 1280×720 (HD) с плотностью пикселей 267 ppi. Экран поддерживает мультитач до 10 одновременных касаний. Датчика освещения для автоматической регулировки яркости в смартфоне нет, функция Always on Display тоже не реализована.
При выводе белого поля во весь экран максимальное значение яркости составило 310 кд/м². При включении в настройках режима «На улице» яркость повышается до 450 кд/м². Минимальное значение яркости составляет 4 кд/м². Показатель аппроксимирующей степенной функции равен 2,07. Цветовой охват экрана превышает DCI-P3.
В целом качество экрана оценивается экспертами как высокое, однако критике подвергается его низкое разрешение. Также отмечается, что у пользователей, чувствительных к мерцанию, при использовании Samsung Galaxy J4 может возникать повышенная утомляемость. Отсутствие автоматической регулировки яркости однозначно воспринимается как неоправданная «экономия на спичках».

### Производительность
Samsung Galaxy J4 использует однокристальную систему Exynos 7570, изготовленную по 14-нанометровому техпроцессу. В конфигурацию этой SoC входят 4 ядра Cortex A53 с частотой 1,43 ГГц, а также графический ускоритель Mali T720MP1. Объём оперативной памяти составляет 2 или 3 ГБ в зависимости от версии.
Производительности этих компонентов хватает для обеспечения плавной работы интерфейса. Однако маломощное видеоядро не справляется со многими 3D-играми. Также заметны подвисания во многих приложениях. Кроме того, смартфон не воспроизводит видеофайлы в разрешении 4K. Низкую производительность эксперты относят к недостаткам устройства.

### Камера
Задняя камера устройства 13-мегапиксельная со светосилой f/1.9, способная писать видео в разрешении 1920х1080 со кадровой частотой 30 кадров в секунду. Она оснащена одиночной светодиодной вспышкой. Качество съёмки низкое: излишне активно работает шумоподавление, ухудшая отображение проводов и ветвей деревьев, а в условиях недостаточной освещённости снимки получаются замыленными. В яркий солнечный день неудовлетворительная работа функции AutoHDR создаёт на снимке двойные контуры движущихся объектов. Более-менее приемлемое качество снимков можно получить лишь при съёмке статичных сцен в ясный день или при хорошем искусственном освещении.
Фронтальная камера представлена 5-Мп сенсором Samsung S5K4H5YC со светосилой f/2,2. Её важным преимуществом является наличие фронтальной вспышки c тремя уровнями яркости. Автофокус отсутствует. Качество съёмки неудовлетворительное.

### Аккумулятор
Смартфон оснащён съёмным литий-ионным аккумулятором ёмкостью 3000 мАч типоразмера 1ICP5/64/75. Быстрая или беспроводная зарядка не поддерживается. С помощью комплектного зарядного устройства (5 вольт, 1 ампер) смартфон полностью заряжается за 2 часа 40 минут. Время автономной работы смартфона достаточно велико, что связывается с малым потреблением маломощного процессора и AMOLED-экрана низкого разрешения. Показатель автономной работы эксперты ряда тематических изданий однозначно относят к важным преимуществам данного устройства.

### Программное обеспечение
Смартфон Samsung Galaxy J4 использует операционную систему Android 8.0 Oreo (в апреле 2019 года стало доступно обновление до Android 9.0 Pie) с фирменной оболочкой TouchWiz версии Experience 9.
(15 Сентября 2020 стало доступно новое обновление Android 10 с новой оболочкой One Ui)
Предустановлены стандартные наборы приложений Google и Samsung, а также Facebook, Яндекс, Microsoft Office Mobile и UBank. Имеются 2 магазина приложений — Google Play и Samsung Apps. Имеется FM-радио. Платёжная система Samsung Pay не поддерживается.